# Soltos (reality show)
Soltos é um reality show brasileiro produzido pela Floresta Produções e transmitido pela Amazon Prime Video. É a produtora oficial de De Férias com o Ex Brasil, Top Chef Brasil, Shark Tank Brasil e Lady Night. O programa possui quatro temporadas, cada uma com 8 episódios semanais de uma hora de duração. A primeira temporada estreou em 19 de março de 2020, enquanto a segunda temporada foi lançada em 11 de fevereiro de 2021. Em 2021, o programa foi renovado para uma terceira temporada, que estreou em 24 de fevereiro de 2023. Já a quarta temporada estreou em 23 de fevereiro de 2024 com todos os episódios disponíveis no mesmo dia.
Soltos reúne entre oito e nove jovens de diferentes partes do Brasil em uma casa de praia em em algum lugar do país onde curtem as festas mais badaladas, se envolvem em brigas, romances e dramas, mas sempre com muita diversão.

## Premissa
Grupo de jovens carismáticos em uma luxuosa casa de praia embarcam em uma jornada cheia de festas, brigas, dramas, diversão e relacionamentos.

## Temporadas
| Ano  | Temporada    | Local                         | Número de episódios | Notas |
| ---- | ------------ | ----------------------------- | ------------------- | ----- |
| 2020 | 1ª temporada | Florianópolis, Santa Catarina | 8                   |       |
| 2021 | 2ª temporada | Florianópolis, Santa Catarina | 8                   |       |
| 2023 | 3ª temporada | Salvador, Bahia               | 9                   |       |
| 2024 | 4ª temporada | Salvador, Bahia               | 9                   |       |

### 1.ª temporada (2020)
A primeira temporada do reality estreou em 20 de março de 2020 com dois episódios. O último episódio foi exibido no dia 1 de maio de 2020, totalizando oito episódios semanais. A lista com oito participantes originais foi revelada pelo streaming em 10 de março de 2020, sendo quatro homens: João Mercuri, Luan Cavati, Murilo Dias e Ramon Bernardes, e quatro mulheres: Beatriz Garcia, Nathália Gomes, Taynara Nunes e Thais Pereira. A temporada foi filmada em Florianópolis, em Santa Catarina.
A Amazon Prime Video ainda anunciou seis celebridades para assistirem e comentarem todos os episódios. Os comentaristas foram Pabllo Vittar, Felipe Titto, Mariano, MC Carol, John Drops e Bianca Andrade. Os episódios bônus de 'A Resenha' tinham duração de 30 minutos e foram lançados toda terça-feira. Estreou dois episódios em 24 de março de 2020. O último episódio foi ao ar em 5 de maio de 2020. 

### 2.ª temporada (2021)
A segunda temporada estreou em 12 de fevereiro de 2021, e foi ao ar até dia 26 de março de 2021, totalizando oito episódios semanais. Além disso, ao contrário do que aconteceu na primeira temporada, os episódios bônus de 'A Resenha' estrearam no mesmo dia de seus respectivos episódios. A lista dos participantes da temporada foi revelada pelo streaming em 12 de janeiro de 2021. O elenco do novo ano do reality contou com Beatriz Garcia, Luan Cavati, Nathalia Gomes, Murilo Dias, Taynara Nunes e Ramon Bernardes, todos participantes da primeira temporada, além da nova integrante Anna Retonde e Renatinho Mello substituindo Luan após sua expulsão.
Já entre os comentaristas dos episódios bônus, Pabllo Vittar, Felipe Titto, MC Carol e John Drops retornaram. Lexa e Jerry Smith se juntaram ao grupo nesta temporada.

### 3.ª temporada (2023)
A terceira temporada do reality estreou em 24 de favereiro de 2023. A temporada foi filmada em Salvador, na Bahia. Na nova temporada, Ricardo Beza, o gerente do bar em Florianópolis (SC), cidade onde se passaram as temporadas anteriores, tem a oportunidade de abrir um negócio em Salvador (BA) e pede ajuda do grupo de amigos para trabalhar com ele durante as férias. Como nem todos estão disponíveis, novos nomes se juntam ao time e aproveitam para experimentar novidades em uma cidade diferente. Murilo Dias, Renatinho Mello e Thaís Pereira se juntam aos novatos Aila Rebouças, Alef Cardoso, Carla Signorelli, Edu de Carli, Gabriel Lopes e Marcela Luíza.
No time de comentaristas estão Felipe Titto, MC Carol, John Drops e os novatos Hugo Gloss e Viih Tube. Esta temporada não conta com os episódios bônus de 'A Resenha'. Ao final da temporada, haverá um nono episódio com os melhores momentos do painel de comentaristas.

## Participantes
Até a quarta edição, a atração já contou com 18 participantes oficiais. Os participantes que entraram em duas ou mais edições foram contados apenas uma vez. 
| Temporada                                              | Participantes originais | Numero de participantes |
| ------------------------------------------------------ | --- | ----------------------- |
| Soltos em Floripa 1                                    | Beatriz Garcia • João Mercuri • Luan Cavati • Murilo Dias • Nathália Gomes • Ramon Bernardes • Taynara Nunes • Thais Pereira                   | 8                       |
| Soltos em Floripa 2                                    | Anna Retonde • Beatriz Garcia • Luan Cavati* • Murilo Dias • Nathalia Gomes • Ramon Bernardes • Renatinho Mello • Taynara Nunes                | 7                       |
| Soltos em Salvador 1                                   | Aila Rebouças • Alef Cardoso • Carla Signorelli • Edu de Carli • Gabriel Lopes • Marcela Luíza • Murilo Dias • Renatinho Mello • Thaís Pereira | 9                       |
| Soltos em Salvador 2                                   | Aila Rebouças • Alef Cardoso • Edu de Carli • Gabriel Lopes • Larissa Gallo • Marcela Luíza • Renatinho Mello • Thaís Pereira • Tiago Alves    | 9                       |
| *: O membro do elenco foi expulso ou deixou o reality. | |                         |

## Apresentação
| Apresentadores | Temporadas | Temporadas | Temporadas | Temporadas |
| Apresentadores | 1          | 2          | 3          | 4          |
| -------------- | ---------- | ---------- | ---------- | ---------- |
| John Drops     |            |            |            |            |
| Felipe Titto   |            |            |            |            |
| MC Carol       |            |            |            |            |
| Pabllo Vittar  |            |            |            |            |
| Bianca Andrade |            |            |            |            |
| Mariano        |            |            |            |            |
| Lexa           |            |            |            |            |
| Jerry Smith    |            |            |            |            |
| Viih Tube      |            |            |            |            |
| Hugo Gloss     |            |            |            |            |
| Rebecca        |            |            |            |            |
| Pequena Lo     |            |            |            |            |
| Lipe Ribeiro   |            |            |            |            |

## Outras Aparições
Além de participarem do Soltos, alguns dos participantes passaram a competir em outros reality, game ou talent shows. 
| Participante | Edição Soltos | Reality show       | Temp. | Colocação              |
| ------------ | ------------- | ------------------ | ----- | ---------------------- |
| Murilo Dias  | Floripa 1     | A Grande Conquista | 1     | Eliminado – 10.º lugar |
| Murilo Dias  | Floripa 2     | A Grande Conquista | 1     | Eliminado – 10.º lugar |
| Murilo Dias  | Salvador 1    | A Grande Conquista | 1     | Eliminado – 10.º lugar |